# Torture Squad
Torture Squad ist eine brasilianische Death- und Thrash-Metal-Band aus São Paulo, die im Jahr 1989 gegründet wurde.

## Geschichte
Die Band wurde im Jahr 1989 gegründet und bestand aus dem Bassisten und Sänger Marcelo Dirceu und den Brüdern Cristiano (E-Gitarre) und dem Schlagzeuger Marcelo Fusco. Im Folgejahr änderte sich die Besetzung um Cristiano Fusco jedoch komplett, sodass aus ihm und dem Gitarristen Fúlvio Pelli, dem Sänger Vitor Rodrigues, dem Bassisten Castor und dem Schlagzeuger Amílcar Christófaro bestand. Rodrigues, Pelli und Chistófaro waren bereits zuvor gemeinsam in der Band Reasons to Heaven tätig. Daraufhin nahm die Band im Jahr 1993 das Demo A Soul in Hell auf. Pelli verließ noch im selben Jahr die Band wieder; seitdem hat Torture Squad nur noch einen Gitarristen.
Im Jahr 1998 erschien das Debütalbum Shivering, das eine Auflage von 1.000 Stück hatte und schon 1995 aufgenommen worden war, dem bereits 1999 das zweite unter dem Namen Asylum of Shadows folgte, das im Mr. Som Studio von Marcello Pompeu und Heros von Korzus aufgenommen worden war. Vor der Veröffentlichung hatte Torture Squad mit der deutschen Band Grin eine Tour durch Deutschland abgehalten. Der Veröffentlichung folgten unter anderem sieben Auftritte in Deutschland. Zudem spielte die Band auf dem Extreme Metal Fest in São Paulo. Anfang 2001 steuerte die Band das Lied Mandate for Freedom für den Sampler William Shakespeare's Hamlet von Die Hard Records bei. Danach nahm die Band in den Da Tribo Studios unter der Leitung von Ciero und Tchelo Martins aufgenommen. Nachdem das dritte Album The Unholy Spell im selben Jahr veröffentlicht worden war, drehte die Band ihr erstes Musikvideo für das Lied Abduction Was the Case. Das Video wurden unter anderem auch auf MTV in Brasilien ausgestrahlt. Im Folgejahr trennte sich Christiano Fusco von der Band und wurde durch das Ex-Krisiun-Mitglied Mauricio Nogueira ersetzt. Fusco hatte sich zuvor dazu entschieden, einen Beruf als Versicherungsvertreter zu beginnen.
Im Jahr 2003 erschien das Album Pandemonium. Nach der Veröffentlichung führte die Band zusammen mit Krisiun und Angra das Brasil Metal Union Fest an. Im November desselben Jahres spielten die Band unter anderem zusammen mit Incantation. In den Jahren 2004 und 2005 spielte die Band weitere Konzerte und veröffentlichte zudem ihre erste Live-CD und -DVD unter dem Namen Death, Chaos and Torture Alive. Die Veröffentlichungen wurden am 25. Oktober 2003 aufgenommen, einem Konzert, an dem auch Desaster teilnahmen. Die Band spielte im April 2004 zusammen mit Dimmu Borgir und im März mit Kreator, Krisiun und Tristania. 2005 spielte die Band unter anderem zusammen mit Shaman. Im Jahr 2006 spielte die Band erneut in Europa mit Auftritten in Deutschland und Österreich, wobei die Band auch auf der Musikmesse Frankfurt spielte. Danach kehrte die Band zurück nach Brasilien und spielte vor 10.000 Menschen auf dem Porão do Rock Fest in Brasília. Zudem spielte die Band zum dritten auf dem Brasil Metal Union Fest. Danach ging die Band auf eine Tour durch Lateinamerika mit Auftritten in Paraguay, Chile, Peru, Ecuador, Kolumbien und Panama. Bei einem Auftritt in Kolumbien spielte die Gruppe dabei zusammen mit Dark Funeral. Währenddessen schrieb die Band an neuem Material.
Im November 2006 erschien die EP Chaos Corporation, die zwei neue Lieder Chaos Corporation und The Beast Within, sowie drei weitere Lieder, die vom Demo A Soul in Hell stammten. Im Juni 2007 wurde die Band durch ein Metal Battle dazu gewählt, auf dem Wacken Open Air im August zu spielen. Auf dem Festival nahm die Band an einem weiteren Metal Battle teil, das die Band auch gewann. Dadurch erreichte die Gruppe einen Vertrag bei Wacken Records, worüber im Jahr 2008 das Album Hellbound erschien. Im Januar 2008 verließ Mauricio Nogueira die Band und wurde durch den Gitarristen Augusto Lopes ersetzt. Im selben Jahr hielt die Gruppe eine Europatournee ab, die 60 Auftritte umfasste, dabei erneut einen Auftritte auf dem Wacken Open Air. Eine weitere Tour durch Europa fand im Jahr 2009 statt, auf der die Band zusammen mit Overkill und Exodus spielte. Die Band begann im Februar in London und schloss zwölf Auftritte in Spanien, Deutschland, den Niederlanden, der Schweiz und Tschechien statt. Der letzte Auftritt fand in Tschechien zusammen mit Soulfly statt, wobei Max Cavalera Vitor Rodrigues dazu einlud, das Sepultura-Lied Roots Bloody Roots mit ihm zu singen. Zudem spielt die Band auch auf dem SWR Barroselas Metalfest in Portugal, das 30. April bis 2. Mai 2009 stattfand. An diesem Festival nahmen auch Bands wie Origin, Akercocke, Absu, Gama Bomb, The Haunted, Dornenreich und Urgehal teilnahmen. Gegen Ende des Jahres spielte die Band auf dem Zombie Ritual Festival, an dem auch Korzus und Ratos de Porão teilnahmen. Im Januar 2010 begab sich die Band nach Argentinien und spielte fünf Konzerte in Gran Buenos Aires. Im August erschien das Album Æquilibrium über Wacken Records. Hierauf war als Bonus eine neu aufgenommene Version des Liedes The Unholy Spell zu hören unter dem Titel The Unholy Spell 2010. Das Album wurde in São Paulo in den Norcal Studios unter der Leitung von Brendan Duffey und Adriano Daga aufgenommen.
Im Januar 2011 verließ der Gitarrist Augusto Lopes die Band und wurde durch André Evaristo ersetzt. Bis Juli folgten weitere Konzerte in Brasilien. Einen Monat später ging die Band auf eine Tournee durch Brasilien, die einen dritten Auftritt auf dem Wacken Open Air einschloss. Die Tour umfasste über 40 Auftritte in zwölf Ländern und hielt bis Ende Oktober an. Am 31. Juli half Amílcar Christófaro bei Sepultura bei einem Auftritt in Frankreich als Schlagzeuger aus, da Jean Dolabella aufgrund einer Tendinitis ausfiel. Beide Bands hatten zuvor schon zusammen auf zwei Festivals gespielt. Im Anschluss spielte die Band in São Paulo zusammen mit Overkill und danach auf dem Quebramar Festival in Macapá. Im März 2012 verließ der Sänger Vitor Rodrigues, woraufhin der Gitarrist André Evaristo nun auch zusätzlich den Gesang übernahm. Danach nahm dem Band am Metal Open Air in São Luiz do Maranhão teil, spielte zusammen mit Anthrax und den Misfits in São Paulo, und  in Palmas auf dem Tendencies Festival. Am 10. August spielte Torture Squad auf dem Quito Fest in Quito, Ecuador, vor 12.000 Besuchern.
Im Jahr 2013 feierte die Band das 20-jährige Jubiläum des Demos A Soul in Hell, mit einer Tour durch Europa, die im Mai begann und an der auch Artillery, Gama Bomb und Tantara teilnahmen. Im Juni spielte die Band zusammen mit Annihilator in Brasilien. Im selben Jahr erschien das Konzeptalbum Esquadrão de Tortura. Das politisch orientierte Album erschien am brasilianischen Tag der Republik.

## Stil
Laut Bandbiografie auf torturesquad.net thematisiere die Band auf dem Konzeptalbum Esquadrão de Tortura das Militärregime Brasiliens von 1964 bis 1985. Laut laut.de spielte die Band Crossover im Stil von D.R.I. und The Accüsed. Auf Asylum of Shadows spiele die Band eine Mischung aus Thrash- und Death-Metal. Laut Marc Halupczok vom Metal Hammer spielt die Band auf Hellbound „rasend schnellen Thrash Metal, der nur selten in schnellen Knüppelorgien ausartet“. Ähnlich wie bei Legion of the Damned würden sich die Melodien erst nach mehreren Durchläufen zu erkennen geben. Aufgrund der schlechten Produktion komme das Werk jedoch noch nicht an die Werke von Legion of the Damned heran. In seiner Rezension zu Æquilibrium gab Thomas Strater vom Metal Hammer an, dass die Band bei ihren ersten Alben noch an die Death-Metal-Band Benediction erinnert hat. Nun seien jedoch nur noch die Growls übriggeblieben. Den Gesang verglich er mit dem von Mille Petrozza von Kreator, wobei die Texte oft zu einfach gestrickt seien, wie etwa in den Frühwerken von Sepultura. Die Riffs im Lied Holiday in Abu Ghraib seien mit denen der Death-Metal-Band Vader vergleichbar.

## Diskografie
- A Soul in Hell (Demo, 1993, Eigenveröffentlichung)
- Shivering (Album, 1998, Destroyer Records)
- Asylum of Shadows (Album, 1999, Destroyer Records)
- The Unholy Spell (Album, 2001, Destroyer Records)
- Pandemonium (Album, 2003, Mutilation Records)
- Death, Chaos and Torture Alive (Live-Album, 2004, Paradox Music)
- Death, Chaos and Torture Alive (Live-DVD, 2005, Eigenveröffentlichung)
- Chaos Corporation (EP, 2007, Wacken Records)
- Hellbound (Album, 2008, Wacken Records)
- Æquilibrium (Album, 2010, Wacken Records)
- Esquadrão de Tortura (Album, 2013, Substancial Music)
- Far Beyond Existence (Album, 2017, Brutal Records)